# Царёв, Пётр Степанович
Пётр Степанович Царёв (31 декабря 1892, Нижнее Аблязово, Кузнецкий уезд, Саратовская губерния, Российская империя — 23 октября 1938, Курск, РСФСР, СССР) — советский партийный и хозяйственный деятель. Первый председатель Курского облисполкома.

## Биография
Пётр Царёв родился 31 декабря 1892 года в селе Нижнее Аблязово Саратовской губернии (сейчас в Пензенской области) в бедной крестьянской семье.
Образование низшее, окончил сельскую школу. В 1918 году вступил в ВКП(б).
Работал начальником Воронежского областного земельного управления. В 1928—1934 годах был председателем совнархоза Центрально-Чернозёмной области, заместителем председателя областного исполкома Совета народных депутатов.
С июня 1934 по март 1937 года был первым председателем Курского областного Совета рабочих, крестьянских и красноармейских депутатов. Освобождён от должности «за потерю партийной бдительности».
10 июля 1937 года арестован и обвинён в руководстве правотроцкистской террористической организацией и вредительской деятельности. 19 июля этапирован в УНКВД по Курской области.
23 октября 1938 года в Курске приговорён к высшей мере наказания. В тот же день расстрелян.
2 июня 1956 году реабилитирован Военной коллегией Верховного суда СССР.